# Дарбинян, Саркис Симонович
Саркис Симонович Дарбинян (род. 16 апреля 1983, Петропавловск-Камчатский) — российский адвокат, медиаюрист, правозащитник, общественный деятель, сооснователь общественной организации «Роскомсвобода», управляющий партнёр DRC Group, автор научных работ и публикаций по цифровому праву (киберправу), копирайту, цифровым активам, приватности и свободе информации, ответственности информационных посредников.

## Общественная деятельность
В 2012 в день вступления в силу закона о «чёрных списках сайтов» вместе с подвижниками запустил проект «Роскомсвобода», который стал самой влиятельной российской общественной организацией в сфере защиты цифровых прав. 
В 2014 представил концепцию реформы законодательства об авторском праве в рамках общественной кампании "Время менять копирайт", которая легла в основу программы "Пиратской партии России". Вместе с подвижниками из ППР участвовал в организации петиции и протестов против "антипиратского закона", занимался подготовкой совместного законопроекта с КПРФ о возвращении советского культурного наследия в общественное достояние. 
С начала вторжения России на Украину выступает против введения санкций в отношении российских пользователей со стороны иностранных IT-компаний, принудительных отключений веб-сервисов как изнутри, так и извне.

## Профессиональная карьера
Среди доверителей[прояснить] Дарбиняна актриса Лия Ахеджакова, шефф-редактор The Insider Роман Доброхотов, расследовательская группа Bellingcat, The Tor Project, Internet Archive, криптовалютные и VPN-сервисы.
В 2013 году защищал семью Лопуховых по первому в России делу о торрент-трекере. Прокуратура с подачи Российской Антипиратской Организации (РАПО) обвиняла супругов Лопуховых в создании торрент-трекера interfilm.ru и нанесении ущерба американским кинокомпаниям на 38 млрд[чего?].
В 2017—2018 годах во время протестов в Москве защищал математика Богатова, владельца выходного узла Tor, по делу об обвинении в призывах к терроризму и в попытке организации массовых беспорядков в Москве.
В 2018 году представлял интересы центра «Сова» в Арбитражном суде Москве и Конституционном суде РФ по «праву на забвение».
В 2019 году в рамках общественной кампании Роскомсвободы bancam.ru в интересах активистки Алёны Поповой подал первый иск по запрету распознавания лиц в общественных местах. По следам расследования Роскомсвободы в 2020 году добился возбуждения первого в России уголовного дела за слежку с помощью распознавания лиц.
В 2020 году вступился в защиту Реалком групп и предпринимателя Алексея Шкиттина по делу Солдатова о «суверенных IP-адресах», которое появилось на фоне принятия закона «о суверенном интернете».
Добился решений высших судебных инстанций по делам о блокировке веб-сайтов («дело Тонкошкурова» в Верховном суде РФ и «дело Энгельса против России» в ЕСПЧ), а также решения ЕСПЧ по ключам шифрования и блокировки Telegram по коллективному иску пользователей мессенджера.
Представлял интересы пользователей по делу о блокировке RuTracker.org, по делу о ключах шифрования Telegram, по делу о замедлении Twitter, по делу о массовой утечки данных Яндекс Еды.
22 декабря 2023 года Министерством юстиции России внесён в список физических лиц — «иностранных агентов».

## Награды
- Лауреат «Вики-премии 2014» в номинации «Свободные знания» с проектом "Время менять копирайт"[24]
- Номинант премии «Цифровой юрист 2020» Премии Рунета[25].
- Победитель «Blockchain Awards 2021» в номинации «Криптоюрист десятилетия»[26].
- Лауреат премии Московской Хельсинской группы в области защиты прав человека за 2023 год[27].